# Sônia Queiroz
Sônia Maria de Melo Queiroz, conhecida simplesmente como Sônia Queiroz (Belo Horizonte, 1953), é uma poetisa, contista, letrista, filóloga e professora universitária brasileira. Foi agraciada com o Prêmio Literário Cidade de Belo Horizonte de 1980, pelo livro O sacro ofício.

## Biografia
Nasceu em Belo Horizonte, em 1953. É filha de Roberto de Melo Queiroz e Joesse da Siva Maia. Seu pai era médico e fazendeiro de Bom Despacho, onde foi eleito prefeito em 1963, e sua mãe era professora de História.

### Carreira Acadêmica
Graduou-se em Letras pela Universidade Federal de Minas Gerais, em 1975. Sua dissertação de mestrado em Estudos Linguísticos A língua do negro da Costa: um remanescente africano em Bom Despacho (MG), orientada por Ângela Vaz Leão, foi defendida em 1985, pela mesma instituição. Seu doutoramento em Comunicação e Semiótica ocorreu pela Pontifícia Universidade Católica de São Paulo. Defendeu sua tese Transcrição e escritura: metamorfoses do conto oral no Brasil em 2000, sob orientação de Jerusa Pires Ferreira.
Realizou dois pós-doutoramentos, pelo Instituto Caro y Cuervo (Colômbia) e pela Universidade do Estado da Bahia.
É professora associada da Universidade Federal de Minas Gerais desde 1983. Atualmente é professora aposentada da instituição. Foi coordenadora do Centro de Memória da Faculdade de Letras entre 2017 e 2019 e dirigiu a Ação Cultural da UFMG entre 2012 e 2014, o Centro Cultural UFMG entre 2010 e 2011 e a Editora da UFMG entre 1986 e 1995. É membra do Centro de Estudos Africanos (UFMG) e do Africanias (UFRJ).

## Prêmios e homenagens
Foi agraciada com o Prêmio Literário Cidade de Belo Horizonte de 1980, pelo livro O sacro ofício. Em 2024 foi agraciada com o título de cidadã honorária de Bom Despacho, recebendo a Medalha Coronel Tininho, por meio da Câmara Municipal.

## Obras

### Literatura
Relações cordiais (Poesia). Belo Horizonte: Poesia Orbital, 1997.
Madrinha (Contos). Belo Horizonte: Edições Bichinho Gritador, 1987.
O sacro ofício (Poesia). Belo Horizonte: Prefeitura Municipal de Belo Horizonte, 1980.

### Acadêmicas
Palavra banto em Minas. Belo Horizonte: Editora UFMG, 2019.
Na captura da voz. Belo Horizonte: Autêntica, 2007. Conjuntamente a Maria Inês de Almeida.
Pé preto no barro branco: a língua dos negros da Tabatinga. Belo Horizonte: Editora UFMG, 1998.

### Organização
Vissungos: cantos afrodescendentes em Minas Gerais. Belo Horizonte: Editora UFMG, 2015.
Na captura da voz - as edições da narrativa oral no Brasil. Belo Horizonte: Autêntica / Faculdade de Letras da UFMG, 2004.
Poesia afro-colombiana. Selo Incipit, 2023.